# 515 Athalia
515 Athalia је астероид главног астероидног појаса. Приближан пречник астероида је 38,22 km,
а средња удаљеност астероида од Сунца износи 3,126 астрономских јединица (АЈ).
Инклинација (нагиб) орбите у односу на раван еклиптике је 2,037 степени, а орбитални период износи 2018,929 дана (5,527 година). Ексцентрицитет орбите астероида износи 0,169.
Апсолутна магнитуда астероида износи 11,23 а геометријски албедо 0,039.
Астероид је откривен 20. септембра 1903. године.